# Селкуца (комуна)
Селкуца (рум. Sălcuța) — комуна у повіті Долж в Румунії. До складу комуни входять такі села (дані про населення за 2002 рік):
- Мирза (587 осіб)
- Плопшор (727 осіб)
- Селкуца (689 осіб)
- Тенкенеу (529 осіб)

Комуна розташована на відстані 212 км на захід від Бухареста, 31 км на захід від Крайови.

## Населення
За даними перепису населення 2002 року у комуні проживали 2532 особи.
Національний склад населення комуни:
| Національність | Кількість осіб | Відсоток |
| -------------- | -------------- | -------- |
| румуни         | 1672           | 66,0%    |
| цигани         | 858            | 33,9%    |
| угорці         | 2              | 0,1%     |

Рідною мовою назвали:
| Мова      | Кількість осіб | Відсоток |
| --------- | -------------- | -------- |
| румунська | 1674           | 66,1%    |
| циганська | 857            | 33,8%    |
| угорська  | 1              | < 0,1%   |

Склад населення комуни за віросповіданням:
| Релігія       | Кількість осіб | Відсоток |
| ------------- | -------------- | -------- |
| православні   | 2501           | 98,8%    |
| адвентисти    | 27             | 1,1%     |
| римо-католики | 1              | < 0,1%   |
| атеїсти       | 1              | < 0,1%   |